# Dżabal Ramm
Dżabal Ramm (arab. ‏جبل رم‎) – szczyt w południowej części Jordanii na obrzeżach pustyni Wadi Ramm. Był uważany za najwyższy szczyt Jordanii. Obecnie za najwyższy szczyt tego kraju jest uważany Dżabal Umm ad-Dami o wysokości 1854 m n.p.m.